# 7108 Nefedov
7108 Nefedov (1981 RM3) là một tiểu hành tinh vành đai chính được phát hiện ngày 2 tháng 9 năm 1981 bởi N. S. Chernykh ở Đài vật lý thiên văn Crimean.